# Federació Internacional de Boxa
La Federació Internacional de Boxa (IBF), en anglès International Boxing Federation, és una de les quatre grans organitzacions de boxa reconegudes pel Saló Internacional de la Fama de la Boxa, juntament amb el Consell Mundial de Boxa, l'Associació Mundial de Boxa i l'Organització Mundial de Boxa.

## Història
A la IBF la va precedir l'Associació de Boxa dels Estats Units (USBA), una organització regional que organitzava campionats com a la Federació de Boxa d'Amèrica del Nord (NABF), el Consell de Boxa d'Amèrica del Nord (NABC) i l'Associació de Boxa d'Amèrica del Nord (NABA). El 1983, a la concessió anual de l'Associació Mundial de Boxa, a Puerto Rico, Bob Lee, president de la USBA, va perdre en la seva aposta per ser president de l'Associació davant Gilberto Mendoza. Lee i altres persones de la concessió van decidir organitzar una nova organització a nivell mundial. Aquest nou grup es va nomenar USBA-International i van posar la seva nova base a Nova Jersey.
El primer campió mundial de la IBF va ser Marvin Camel, un antic campió del món pel Consell Mundial de Boxa que va guanyar el títol en la mateixa divisió, la creuer. Durant el seu primer any va tenir alguns problemes però ja el 1984 van nomenar campions com Larry Holmes, Aaron Pryor, Marvin Hagler i Donald Curry que també eren campions en altres divisions. En el cas de Holmes va arribar a renunciar al títol del Consell per acceptar el reconeixement de la Federació Internacional.
Des de llavors la IBF ha tingut diversos dels millors campions mundials, Félix Trinidad, el qual va ser campió del pes welter des de 1993 a 2000 o Wladimir Klitschko, actual campió del món a la categoria dels pesos pesants. La reputació de l'organització es va veure seriosament danyada el 1999 després de problemes en les classificacions mundials. Hiawatha Knight va arribar a ser la primera presidenta d'una organització mundial de boxa. El 2001, Marian Muhammad la va seguir com a presidenta de la Federació Internacional.

## Campions actuals

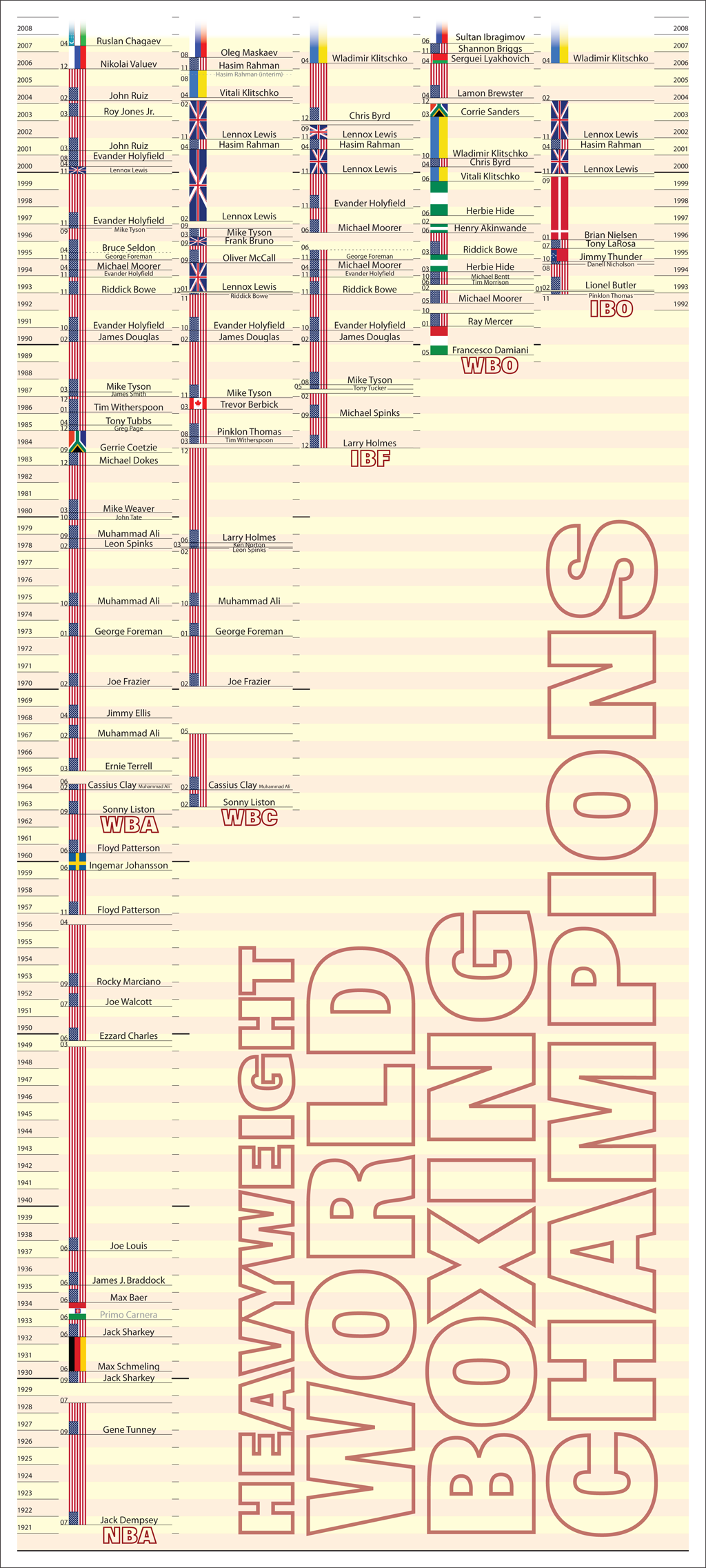
Campions des de 1920 dels pesos pesants, per a les cinc organitzacions més importants.

| Pes          | Campió               | Data                   |
| ------------ | -------------------- | ---------------------- |
| Palla        | Nkosinathi Joyi      | 26 de març de 2010     |
| Minimosca    | Luis Alberto Lazarte | 29 de maig de 2010     |
| Mosca        | Moruti Mthalane      | 20 de novembre de 2009 |
| Supermosca   | Cristian Mijares     | 11 de desembre de 2010 |
| Gall         | Joseph Agbeko        | 11 de desembre de 2010 |
| Supergall    | Steve Molitor        | 27 de març de 2010     |
| Ploma        | Yuriorkis Gamboa     | 11 de setembre de 2010 |
| Superploma   | Mzonke Fana          | 1 de setembre de 2010  |
| Lleuger      | Miguel Vázquez       | 14 d'agost de 2010     |
| Superlleuger | Zab Judah            | 5 de març de 2011      |
| Welter       | Jan Zaveck           | 11 de desembre de 2009 |
| Superwelter  | Cornelius Bundrage   | 7 d'agost de 2010      |
| Mig          | Sebastian Sylvester  | 19 de setembre de 2009 |
| Supermig     | Lucian Bute          | 19 d'octubre de 2007   |
| Semipesant   | Tavoris Cloud        | 28 d'agost de 2009     |
| Creuer       | Steve Cunningham     | 6 de maig de 2010      |
| Pesant       | Wladimir Klitschko   | 22 d'abril de 2006     |

- Actualitzat el 6 de març de 2011.